# Пам'ятник Антону Чехову (Томськ)
Пам'ятник А. П. Чехову — пам'ятник російському поету українського походження Антону Чехову, який встановлено у Томську.

## Історія
Бронзовий двометровий пам'ятник А. П. Чехову встановлено 20 серпня 2004 року на честь 400-річчя Томська, на Набережній річки Том недалеко від гирла річки Ушайка. Автором пам'ятника став скульптор Леонтій Усов, а ливарником був Максим Петров. Пам'ятник створено за народні кошти, одними з перших меценатів стали: мер міста Олександр Макаров, його заступник Сергій Лазарєв, керуючий томською філією Росбанку Чингіс Акатаєв, а також власник ресторану «Слов'янський базар» Володимир Бурковський.

## Опис
Письменник зображений у гротескному та карикатурному вигляді: одягнений в пальто, безглуздому капелюсі, перекошених окулярах, босоніж із непропорційно великими ногами. За спиною у письменника парасолька. Напис на постаменті каже:
Антон Павлович у Томську очима п'яного мужика, який лежав у канаві та не читав «Каштанку»
Таким чином Томськ «помстився» Чехову, який, тиждень гостював у місті в 1890 році, коли їхав на Сахалін. Чехов дуже невтішно відгукнувся про місто:
Томськ гроша мідного не вартий… Нудне місто… і люди тут найнудніші… Місто нетверезе… Бруд непролазний… на заїжджому дворі покоївка, подаючи мені ложку, витерла її від зад… Обіди тут відмінні, на відміну від жінок, жорстких на дотик.
Слід сказати, що письменник зображений босим, тому що втратив взуття в непролазному томському бруді, а похвала томським обідам знайшла визнання в тому, що пам'ятник встановлений якраз навпроти ресторану «Слов'янський базар», де Чехов їв.
Сам пам'ятник складається з декількох деталей: ручка парасольки приварена як окрема частина; пенсне відливали разом із головою письменника.

## Критика
Думки про пам'ятник різняться. Одні говорять про паплюження пам'яті великого письменника і вимагають знести пам'ятник, для інших він є безперечною популярною міською пам'яткою, містяни та туристи приходять до пам'ятника, щоб з ним сфотографуватися, а студенти вважають за необхідне потерти ніс скульптури перед іспитом, унаслідок чого ніс блищить на сонці. Автор пам'ятника радий, що його творчість нікого не залишає байдужим (одні — хвалять, інші — лають). Він вважає, що Чехов його гумор напевно оцінив:
Це відбиток. Ідея дуже проста, добра, смішна. Адже Антон Палич підписувався — «Людина без селезінки», Антоша Чехонте, та інше. До речі, він дозволяв це іншим
У відповідь на зауваження, що «Чехов не ходив босим; не було у нього залисини; не носив він у ті роки пенсне» Леонтій Усов цитує листа Чехова сестрі від 7 квітня 1887 року:
Потім прогулянка по платформі, панночки. У крайньому вікні другого поверху сидить панночка (або дама — чорт її знає) — у білій кофтині. Млява, красива. Я дивлюся на неї. Вона на мене. Одягаю пенсне!

## Вшанування
Щорічно біля пам'ятника проводяться традиційні «Чеховські п'ятниці».
Зображення пам'ятника Чехову використовувалося для оформлення телевізійної заставки до трансляцій матчів російської футбольної Прем'єр-ліги на НТВ-Плюс.
Пам'ятник Чехову розтиражований на різній сувенірній продукції: магніти, кружки, футболки, календарі. У сувенірних кіосках Томська продаються мініатюрні копії скульптури.
У червні 2006 року пам'ятник постраждав від вандалів — була відламана ручка парасольки.